# West Matfen
West Matfen var en civil parish 1866–1955 när det uppgick i Matfen, i grevskapet Northumberland i England. Civil parish var belägen 9 km från Corbridge och hade 183 invånare år 1951. Det inkluderade byn Matfen.